# Tóth József (városbíró)
Tóth József (Révkomárom, 1820. június 13. – Esztergom, 1907. július 4.) városbíró, tanár.

## Élete
Gimnáziumi tanulmányait szülőhelyén és Esztergomban végezte; azután az atyja halála után hátrahagyott épületfakereskedést folytatta két évig. 1846-ban községi tanácsos lett Esztergomban, 1858-tól pedig községi bíró volt 1863-ig. 1872-ben Esztergom-Vízivárosban ismét megválasztatott bírónak, mely tisztséget még 1888-ban is viselte. Ezen idő alatt gyümölcsfatenyésztéssel is foglalkozott; tizenkét évig tanította az esztergomi iskolába járó, valamint a földműves osztály fiatalságát a gyümölcsfanemesítésre. Az arany érdemkereszt tulajdonosa volt.
Több gyümölcsészeti cikket írt a szaklapokba; költeményei a helyi lapokban, így az Esztergomi Hivatalos Közlönyben (1878-79) jelentek meg.

## Munkái
- Összes költeményei 1846-1896. Esztergom, 1901. (Ism. M. Szemle 39., Esztergom 38. sz.).